# 阮氏玉鳳
阮氏玉鳳（越南语：／；？—？），越南鄭阮紛爭時期鄭主鄭根的妃子。
阮氏玉鳳是青威縣勝覽社仁宅村人，封為賢妃（越南语：／），與丈夫鄭根之間並沒有後嗣，但她負責養育鄭根的長孫翊國府晉國公鄭柄。某年三月十三日去世，諡慈慎。